# MamaRika
MamaRika, ранее Э́рика (настоящее имя — Анастасия Александровна Кочетова; род. 13 апреля 1989, Червоноград, Львовская область) — украинская певица и фотомодель.

## Биография

### Ранние годы
Признавалась, что ее отец «алкоголик со стажем».
С детства профессионально занималась вокалом в детской студии «Реверанс». Окончила факультет иностранных языков Львовского национального университета имени Ивана Франко по специальности «Переводчик (английский язык)». Работала офис-менеджером и преподавателем вокала.
В 14 лет одержала победу на фестивале «Червона рута—2003». В возрасте 17 лет участвовала в проекте «Американский шанс» (Лос-Анджелес, Калифорния, США) и выиграла в нём. Талант Анастасии оценили Стиви Уандер и Брайан МакНайт.

### 2009—2016 год: Эрика

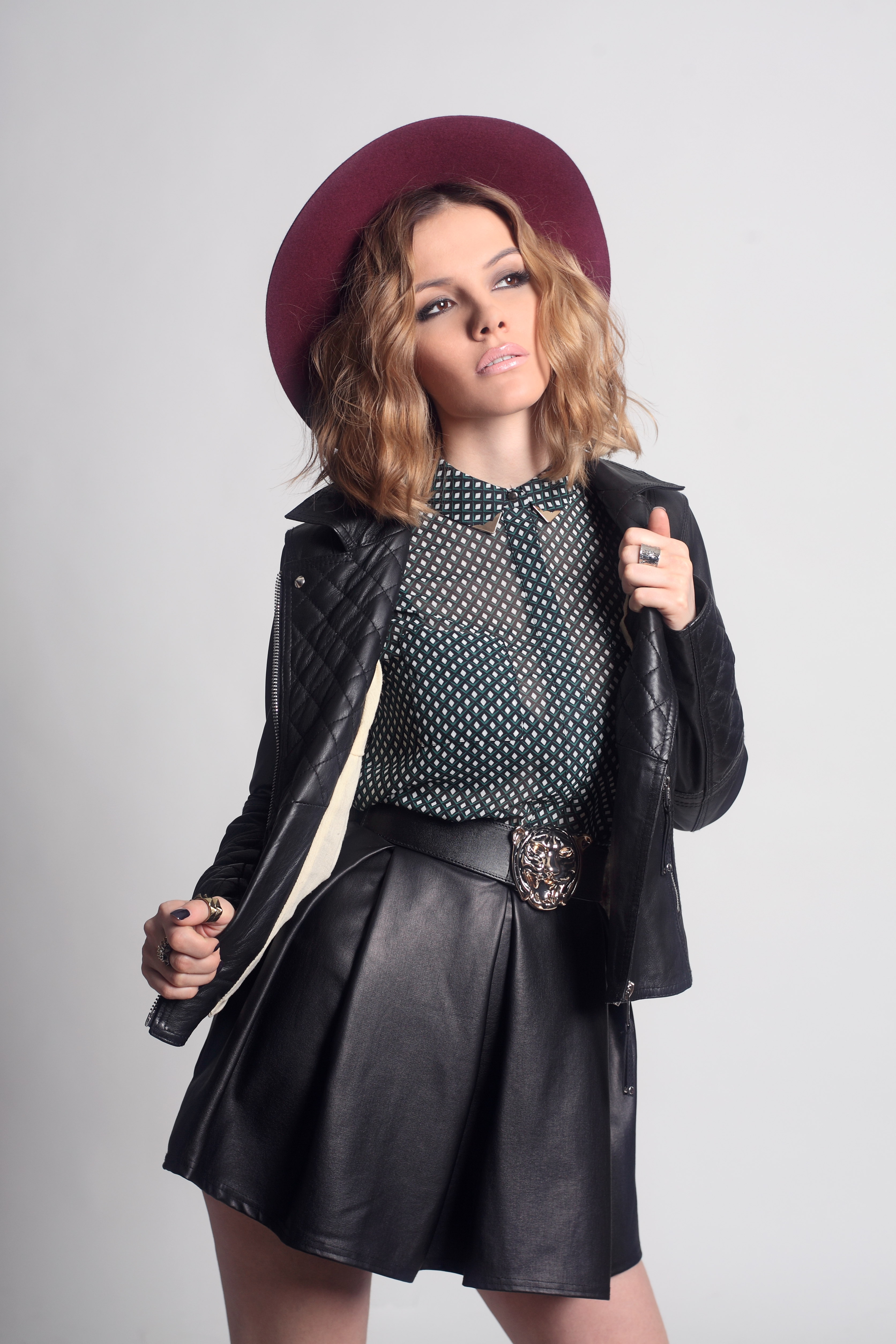
Эрика в 2013 году

В 19 лет под псевдонимом «Эрика» стала финалисткой украинского вокального шоу «Фабрика звёзд-3» под руководством продюсера и композитора Константина Меладзе, где заняла шестое место. Завоевала звание серебряной победительницы шоу «Фабрика. Суперфінал», участвовала в качестве ведущей прямых эфиров телешоу «Фабрика звёзд-4». Приняла участие в международном проекте «Фабрика звезд. Россия — Украина» (Первый канал, Россия). Эрика стала украинским голосом Джувел, персонажа мультфильма «Рио».
С 2010 по 2015 год Эрика — певица продюсерского центра UMMG под руководством продюсера Сергея Кузина. Также сотрудничала с американскими продюсерами — Винсом Пицинга и обладателями «Грэмми» Бобби Кэмпбеллом и Эндрю Капнером.
В августе 2011 года стала обладательницей премии «Хрустальный микрофон» в номинации «Певица года».
В 2012 году певица снялась в мюзикле «С Новым годом, Мир!» (Казахстан).
Первый сольный альбом певицы «Папарацци» издан украинским лейблом Moon Records.
В качестве фотомодели Эрика появлялась на обложках популярных глянцевых журналов: «Playboy (Украина)», «Maxim», «Viva!», трижды участвовала в проекте «Viva! Самые красивые».

### С 2016 года: MamaRika

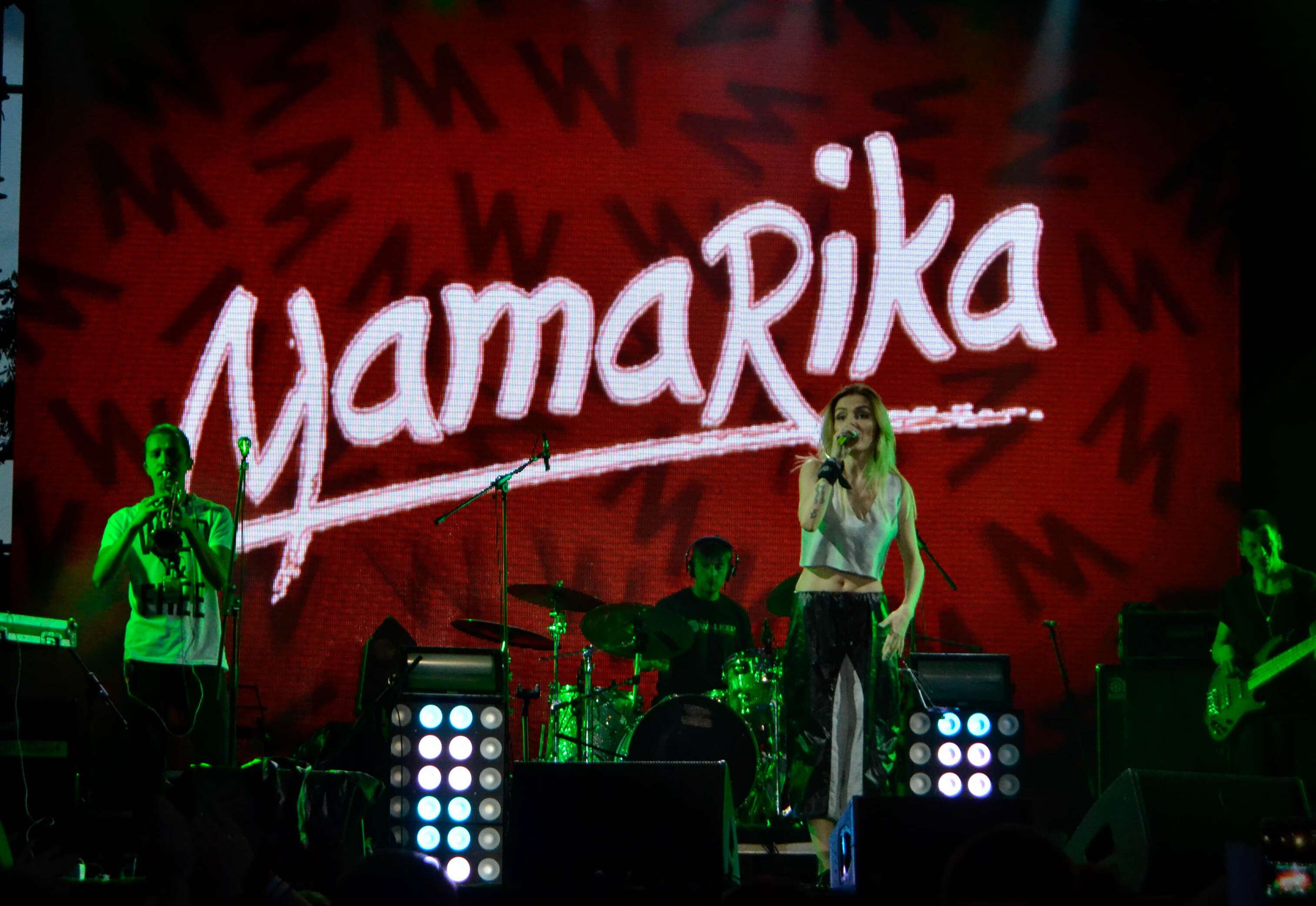
MamaRika на MRPL City 2017

В апреле 2016 года Эрика прекратила сотрудничество с Кузиным и поменяла псевдоним на «MamaRika». В том же месяце состоялась премьера комедийного телесериала «Однажды в Одессе», в котором она сыграла роль Юли.
В 2017 году выступила на первом фестивале MRPL City в Мариуполе. В декабре в одном из киевских клубов того же года представила концертную программу и второй студийный альбом — «КАЧ».

## Личная жизнь
В 2014 году рассказала о своем лесбийском опыте ведущей программы «Светская жизнь» Кате Осадчей. Это произошло ещё в студенческие годы:
Эти отношения были длительными, но не настолько, как бы тогда хотелось. Однако в скором времени я поняла, что мужчины привлекают меня больше. Знаете, женщины довольно-таки проблематичны, особенно в отношениях.
На вопрос о своей бисексуальности высказывалась[когда?]: «Сейчас я могу позволить себе легкий флирт с девушками, однако доминирующим фактором остается притяжение к мужчинам».
Завязав романтические отношения с Сергеем Середой, капитаном команды КВН «Одесские Мансы», в марте 2020 года вышла за него замуж в Таиланде. 2 августа 2021 года родился сын.

## Фильмография
- «Однажды в Одессе» (2016) — комедийный сериал производства студии «Квартал 95»

## Награды
- 2003 — Червона рута (фестиваль)
- 2006 — «Американский шанс»[22]
- 2010 — «Фабрика. Суперфінал» — серебряный лауреат[22]
- 2010 — Фестиваль «Песни моря» — приз зрительских симпатий[23]
- 2011 — Премия «Хрустальный микрофон» — Певица года[24]
- 2012 — Проект «Фабрика звезд: Россия — Украина» — Специальный приз от продюсеров Игоря Матвиенко и Игоря Крутого[25]

## Дубляж
- 2011 — Рио — Жемчужинка (украинский дубляж)

## Дискография
Студийные альбомы
- «Папарацци» (2012)

## Видеоклипы
- «Не тормози» Архивная копия от 16 сентября 2016 на Wayback Machine
- «Душа» Архивная копия от 15 апреля 2016 на Wayback Machine
- «Смайлик» Архивная копия от 10 апреля 2016 на Wayback Machine
- «Ковбой» Архивная копия от 25 сентября 2016 на Wayback Machine
- «Папарацци» Архивная копия от 16 февраля 2018 на Wayback Machine
- «Последний раз» Архивная копия от 25 января 2016 на Wayback Machine
- «Под снежным серебром» Архивная копия от 13 апреля 2016 на Wayback Machine
- «Небо пополам» Архивная копия от 13 августа 2017 на Wayback Machine
- «C первого взгляда RMX» Архивная копия от 12 декабря 2018 на Wayback Machine
- «Любовь Не Верит Цифрам» Архивная копия от 11 июля 2015 на Wayback Machine
- «Схід-Захід/Восток-Запад» Архивная копия от 23 июня 2015 на Wayback Machine
- «Весь Мир»